# Bad Zwischenahn
Bad Zwischenahn é um município da Alemanha no distrito de Ammerland, localizado no estado de Baixa Saxônia, a oeste de Oldenburg.

## População
| Ano  | População |
| 1998 | 24.617    |
| 1999 | 25.013    |
| 2000 | 25.348    |
| 2001 | 25.634    |
| 2002 | 25.762    |

| Ano  | População |
| 2003 | 26.236    |
| 2004 | 26.898    |
| 2005 | 26.958    |
| 2006 | 27.173    |
| 2009 | 27.647    |

| Ano  | População |
| 2015 | 28.204    |
| 2016 | 28.484    |
| 2019 | 28.896    |